# Ligettelek
Ligettelek Budapest egyik városrésze a X. kerületben.

## Fekvése
Határai: Kerepesi út a MÁV ceglédi vonalától  – Fehér út – Kőrösi Csoma út – a MÁV ceglédi vonala a Kerepesi útig.
Noha részben a Kerepesi út mentén fekszik, nagyjából kétharmada lakatlan, mivel itt található az Örs vezér tere kőbányai oldalának egyik fele (másik része Felsőrákos), a Kincsem Park, illetve a Budapesti Nemzetközi Vásár (BNV) számára helyszínt biztosító Hungexpo, amik kitöltik a Kerepesi út – Fehér út – MÁV miskolci vonala – MÁV cegléd–szolnoki vonala által határolt területet.

## Tömegközlekedése
Tömegközlekedését az Örs vezér téri busz-, metró- és HÉV-végállomáson kívül (mely a ténylegesen lakott ligetteleki részektől távol esik) a liget téri buszvégállomás, valamint a MÁV Kőbánya-felső (Keleti–Gödöllő–Hatvan–Miskolc felé), illetve Kőbánya-alsó (Nyugati–Cegléd–Szolnok/Lajosmizse felé) megállója is szolgálja. A ténylegesen lakott részeket e két vasúti megálló fogja közre, ahol ezeken felül több villamos- és buszjárat is áthalad, így tömegközlekedése kiemelkedően jónak nevezhető.

## Története
Kőbányán 1847-ben alakult meg a Ligettelek Társaság, amely szórakoztató negyedet hozott létre ezen a területen. Bár a vállalkozás néhány év múlva megszűnt, a városrész neveként e név fennmaradt. Ligettelek Budapest létrehozásakor (1873) a főváros X. kerületének egyik része lett.